# EX-352
La carretera EX-352 es de titularidad de la Junta de Extremadura. Su categoría es local. Su denominación oficial es   EX-352 , Circunvalación este de Villanueva de la Serena.